# 張松齡
張松齡（？—1674年），福建莆田人，清朝政治人物。
順治十二年（1655年）乙未科三甲進士。由庶吉士累遷四川參議。因裁缺歸里。康熙十三年（1674年），耿精忠反清，強授張松齡官職，羈押數月，不屈而死。《清史稿》有傳。